# Adile Jacques Mulle de ter Schueren
Adile Jacques Marie Ghislain Mulle de ter Schueren (Tielt, 12 juni 1857 - Brussel, 19 september 1932) was een Belgisch senator.

## Biografie

### Familie
Adile Jacques Mulle de ter Schueren was een zoon van Adile Eugène Mulle de ter Schueren, gemeenteraadslid van Tielt, volksvertegenwoordiger en senator, en Marie-Caroline Coghen. Zijn grootvaders waren Emile Mulle de ter Schueren en Jacques Coghen, minister van Financiën, volksvertegenwoordiger, senator en gemeenteraadslid van Brussel. Zijn vader was in de Belgische erfelijke adel opgenomen en hijzelf verkreeg in 1913 de titel baron, overdraagbaar bij eerstgeboorte.
Hij trouwde in 1884 in Brussel met Louise Calmeyn (1859-1932), dochter van Louis Calmeyn, advocaat, en nicht van Pierre Calmeyn, advocaat en volksvertegenwoordiger. Ze kregen een zoon en een dochter.
- Louis Mulle de ter Schueren (1887-1957), trouwde in 1914 in Drongen met Marie-Louise Solvyns (1891-1985), kleindochter van Ernest Solvyns. Ze kregen twee zoons en twee dochters, met afstammelingen tot heden.
- Ghislaine Mulle de ter Schueren (1888-1974), trouwde in 1912 in Brussel met baron Charles du Sart de Bouland (1889-1959). Ze kregen twee dochters, waaronder Hélène du Sart de Bouland, met afstammelingen tot heden.

### Loopbaan
Gepromoveerd tot doctor in de rechten aan de Katholieke Universiteit Leuven, werd Mulle advocaat en eigenaar in Pittem. Hij werd verkozen tot provincieraadslid van West-Vlaanderen, een mandaat dat hij vervulde van 1891 tot 1919. 
Op 30 september 1919 werd hij katholiek senator voor het arrondissement Roeselare, in vervanging van de overleden Maurice van der Bruggen. Hij bleef dit mandaat echter pas een zestal weken vervullen. Op 16 november 1919, bij de eerste naoorlogse wetgevende verkiezingen, was zijn senatorschap al voorbij.

### Andere activiteiten
Mulle de ter Schueren was:
- voorzitter van de teken- en bouwkundige school van Tielt,
- voorzitter van het Leerwerkhuis in Tielt,
- bestuurslid van de Burgerlijke Godshuizen van Tielt,
- voorzitter van het Beschermcomité voor werkmanswoonsten in het arrondissement Tielt,
- erevoorzitter van de Handboogmaatschappij De Vrede,
- voorzitter van de Conferentie van Sint-Vincentius à Paulo in Tielt.